# Petja Dubarowa

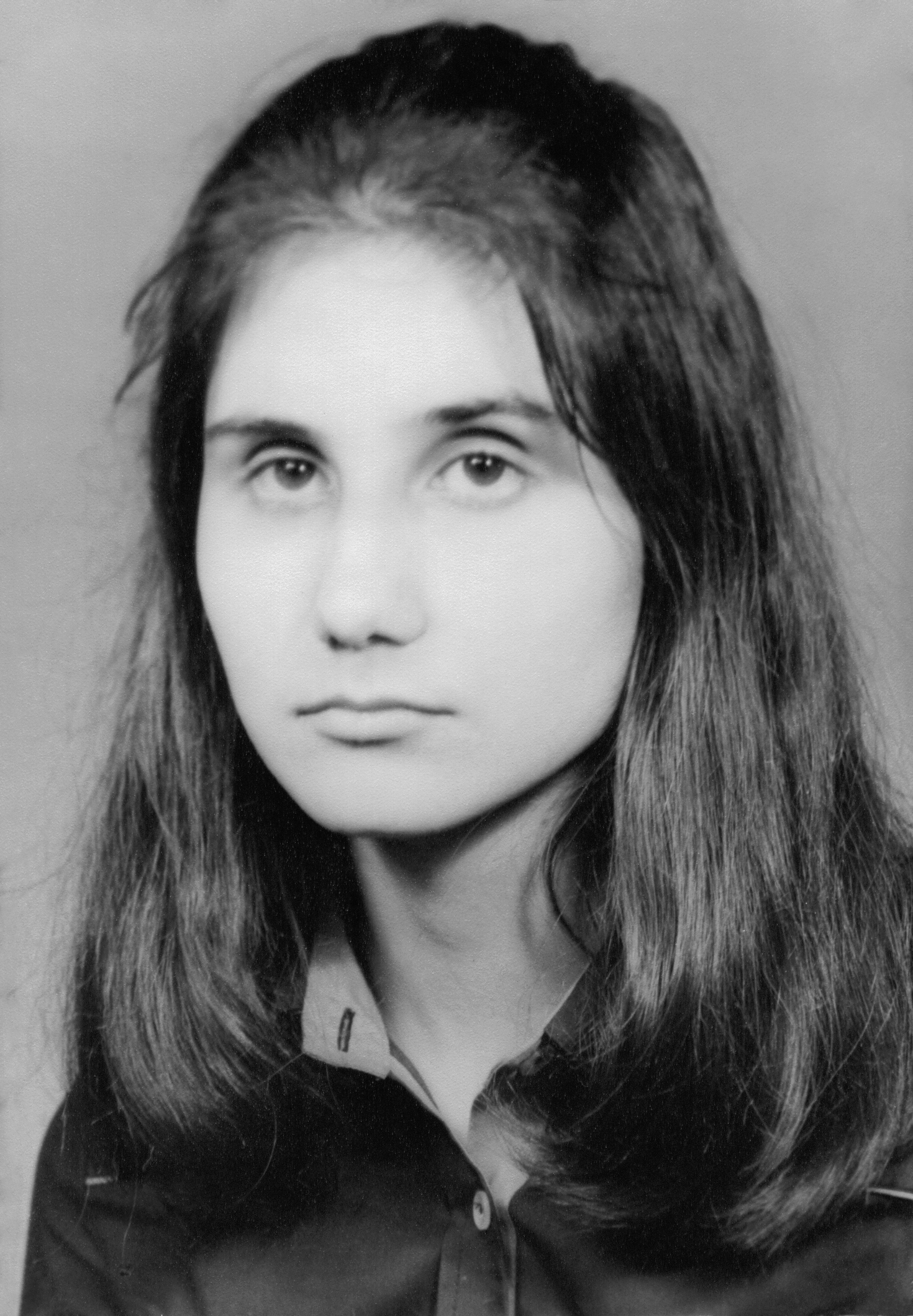
Petja Dubarowa im Alter von 16 Jahren

Petja Stojkowa Dubarowa (auch: Petya Dubarova; bulgarisch Петя Стойкова Дубарова; * 25. April 1962 in Burgas; † 4. Dezember 1979 ebenda) war eine bulgarische Dichterin und Schauspielerin.

## Leben
Petja Dubarowa wurde in der bulgarischen Schwarzmeerstadt Burgas in der Familie von Marija und Stajko Dubarowi geboren. Noch recht früh schrieb sie ihre ersten Gedichte. Einige von ihnen wurden in den Zeitungen Slawejtsche (bulg. Славейче) und Narodna Mladesch (bulg. Народна младеж), sowie in den Jugendzeitschriften Rodna Retsch (bulg. Родна реч) und Mladesch (bulg. Младеж) publiziert. In ihren Werken wurde sie von den Autoren Christo Fotew und Grigor Lenkow beeinflusst.
Dubarowa gab ihr Filmdebüt als Darstellerin in Trampa (1978) (bulg. Трампа). Nach der Grundschule besuchte die ausgezeichnete Schülerin das englischsprachige Gymnasium „Geo Milew“ in der Küstenstadt. Dort las sie oft ihren Mitschülern ihre Gedichte vor.
In den Winterferien fuhr sie mit ihrer Familie in den Bergen Ski fahren. Bei einem dieser Ausflüge lernte sie ihre große Liebe Peer, einen Schweden kennen. In ihrem Tagebuch bezeichnet sie ihn als „… der Fremde, der Helle, der Charmante, der Zärtliche …“. Nach dem Ende der Ferien kehrt er jedoch nach Schweden und sie nach Burgas zurück. In der folgenden Zeit wechseln sie mehrere Briefe, jedoch bricht Peer den Kontakt ab. Dubarowa konnte die Trennung nur schlecht verarbeiten.
Am 4. Dezember 1979 beging sie im Alter von 17 Jahren Selbstmord, wobei die Gründe dafür bislang nicht eindeutig geklärt worden sind.
Heute existiert in Burgas ein Museum, welches ihr gewidmet ist.

## Werk
Dubarowas Lyrik besitzt gewisse Frivolität, voller Pastellfarben und Romantik. Ihre Poesie befasst sich mit mehreren ewigen Themen wie die Liebe, das Meer, der Regen und die Jugend. Trotz ihres frühen Alters überzeugt ihr Werk mit der Sprache und Perspektive einer viel reiferen Person. Ein Großteil ihrer Gedichte hat sie noch zu Lebzeiten in Zeitungen und Zeitschriften veröffentlicht, allerdings wurde ihre vollständigen Werke erst posthum gedruckt. Unter den Wichtigsten Bücher mit ihrer Poesie sind „Ich und das Meer“ (Аз и морето, 1980), „Poesie“ (Поезия, 1984), „Schwalbe“ (Лястовица, 1987), „Der blaueste Zauber“ (Най-синьото вълшебство, 1988), „Schülerheft“ (Ученическа тетрадка, 1990). Ihre Werke wurden ins Deutsche, Englische und Russische übersetzt.